# ニシキエビ
ニシキエビ（錦海老、学名：Panulirus ornatus）は、イセエビ科に分類されるエビの1種。イセエビ属の最大種で、食用や観賞用として重要な種類である。
成体の体長は50cmほどだが、体長60cm・体重5kgに達する個体も稀に漁獲される。体つきは同属のイセエビに似るが、頭胸甲に棘が少なく、腹節に横溝がない。
頭胸甲の地色は暗緑色で、橙色の小突起が並ぶ。腹部背面は黄褐色で、各節に太い黒の横しまがあり、両脇に黄色の斑点が2つずつ横に並ぶ。第1触角は黒いが、7本の白いしま模様があり、5対の歩脚も白黒の不規則なまだら模様となる。第2触角や腹肢、尾扇などは赤橙色を帯びる。この様々に彩られた体色を「錦」になぞらえてこの和名がある。種小名 ornatus も「武装した」、「飾りたてた」という意味で、やはり体色に因んだ命名である。
アフリカ東岸からポリネシアまで、インド太平洋の熱帯域に広く分布する。日本でも神奈川県、長崎県以南の各地で記録されているが、九州以北の採集記録は稀で、南西諸島や伊豆諸島、小笠原諸島でも個体数が少ない。
サンゴ礁の外礁斜面から、礁外側のやや深い砂泥底に生息し、他のイセエビ属より沖合いに生息する。生態はイセエビと同様で、昼は岩陰や洞窟に潜み、夜に海底を徘徊する。食性は肉食性が強く、貝類、ウニ、他の甲殻類など様々な小動物を捕食する。
分布域沿岸、特に島嶼部では重要な食用種として漁獲されるが、食味はイセエビより大味とされている。大型で鮮やかな体色から、食用以外にも観賞用の剥製にされて珍重され、水族館等でも飼育される。